# Larutia
Larutia – rodzaj jaszczurek z podrodziny Sphenomorphinae w rodzinie scynkowatych (Scincidae).

## Zasięg występowania
Rodzaj obejmuje gatunki występujące w południowo-wschodniej Azji.  

## Systematyka

### Etymologia
Larutia: epitet gatunkowy Lygosoma larutense Boulenger, 1900 (prowincja Larut (obecnie Perak), zachodnia Malezja)).

### Podział systematyczny
Do rodzaju należą następujące gatunki:
- Larutia kecil[3]
- Larutia larutensis
- Larutia miodactyla
- Larutia nubisilvicola
- Larutia penangensis
- Larutia puehensis
- Larutia seribuatensis
- Larutia sumatrensis
- Larutia trifasciata